# Alexa Curtis
Alexa Curtis, född 4 januari 2004 i Gold Coast, Australien, är en australisk sångerska uppväxt i Brisbane. Hon vann den första och hittills enda säsongen av The Voice Kids Australia, som sändes under sommaren 2014. Artisten Delta Goodrem var med under programmets gång som hennes coach, men också som en av fyra jurymedlemmar. Efter vinsten signerades hon med skivbolaget Universal Music Australia.

## Karriär
Innan genombrottet 2014 hade hon redan synts i offentligheten tillsammans med sin bror, Aidan Curtis, i musikalen Oliver! 2012.
Hennes genombrott skedde 2014, då hon ställde upp på en så kallad "blind audition" i den första säsongen av The Voice Kids Australia, där Delta Goodrem, Mel B, Joel Madden och Benji Madden medverkade som jurymedlemmar. Hon framförde Alicia Keys "Girl on Fire" och gick vidare då alla jurymedlemmar vände sina stolar. Hon tog sig hela vägen till final, där hon ställdes emot Maddison Brooke och Bella Paige, som för övrigt representerade Australien i Junior Eurovision Song Contest 2015. Curtis tog hem finalen under Team Delta och blev därmed den första, och hittills enda, att vinna tävlingen.

### Junior Eurovision Song Contest
I september 2016 meddelades det att Alexa skulle representera Australien i Junior Eurovision Song Contest 2016 på Malta. Med låten "We Are" ställde hon sig på scen den 20 november, och slutade till sist på femte plats - Australiens hittills bästa placering i tävlingen.

## Privatliv
Alexa bor med sina föräldrar, Tony och Michelle Curtis, och sin bror, Aidan, i Brisbane, Australien. Fram till 2002 bodde familjen i Auckland på Nya Zeeland.

## Diskografi
| 2014                                                         | "Playground" | — | i.u. |
| 2016                                                         | "We Are"     | — | i.u. |
| "—" markerar singlar som inte listplacerades eller släpptes. |              |   |      |